# フィリピンの空港の一覧
本稿は、フィリピン共和国（フィリピン）の空港の一覧を示す。

## 分類
フィリピンの空港と航空に関する規制は、フィリピン民間航空局（CAAP）に委ねられている。2008年に導入されたCAAPの分類システムは、フィリピン交通戦略研究と1992民間航空基本計画に従って、空港分類の以前の航空輸送局（ATO）システムを合理化したものである。 リストは3年ごとに、または必要に応じて更新されている。
現在の分類システムでは、国が所有する85の空港は、次の3つの主要なカテゴリーのいずれかに分類される。

### 国際空港
国際空港は、国際便を扱うことができ、国境管理施設を持つ空港である。 このカテゴリに属する空港には、現在国際便が就航している、または過去に就航していた空港が含まれる。現在、このカテゴリには12の空港がある。このうち10の空港は2008年の最初のCAAPリストに含まれていた、クラーク、ダバオ、ジェネラル・サントス、ラオアグ、マクタン・セブ、マニラ、カリボ、プエルト・プリンセサ、スービック・ベイ、サンボアンガである。2008年以降に国際空港に昇格したのはイロイロのみであり、2012年に国際定期便の運航が開始された。ボホール・パングラオは国際空港と呼ばれているが、2019年1月現在、まだ正式にこのカテゴリーに位置づけられていない。

### 主要空港
主要空港（Principal airports）は、国内の目的地に就航する空港のことで、全部で32の空港が指定されている。このカテゴリーはさらに2種類に細分化される。
クラス1の主要空港は、少なくとも100席（ただし70席でも可）のジェット機が就航できる空港である。2019年1月現在、このサブカテゴリには13の空港があり、そのすべてが定期便を運航している。タグビラランは、ボホール・パングラオ開港に伴い閉鎖される前はこのカテゴリに属していた。
クラス2の主要空港は、少なくとも19席のプロペラ機に対応できる空港である。 2019年1月現在、このサブカテゴリには19の空港があり、そのほとんどは定期的に航空便を運航している。

### コミュニティ空港
コミュニティ空港（Community airports）は、主に地域・地方空港として、または一般航空向けに使用される空港である。現在、このカテゴリには41の空港がある。カウヤンやラボなど、少数のコミュニティ空港のみが、定期的に定期航空便を運航している。
パラワン州のサン・ビセンテ空港は国有であるが、2019年1月現在未分類である。 民間が所有するすべての飛行場（空港、滑走路、飛行場）はCAAPの分類システムの外である。

## 空港

### 国際空港
| 空港名                         | 都市圏                                | ICAO | IATA | 所在都市                         | 種類 | 滑走路          | 地理座標                                                            |
| ------------------------------ | ------------------------------------- | ---- | ---- | -------------------------------- | ---- | --------------- | ------------------------------------------------------------------- |
| カガヤン・ノース国際空港       | カガヤン                              | RPLH | LLC  | カガヤン州ラルロ                 | 民間 | 2,100 m         | 北緯18度10分52秒 東経121度44分42秒 / 北緯18.18111度 東経121.74500度 |
| ラオアグ国際空港               | ラオアグ                              | RPLI | LAO  | 北イロコス州ラオアグ             | 民間 | 2,780 m         | 北緯18度10分41秒 東経120度31分55秒 / 北緯18.17806度 東経120.53194度 |
| クラーク国際空港               | マニラ首都圏 （クラーク経済特別区）   | RPLC | CRK  | パンパンガ州マバラカット         | 軍民 | 3,200 m         | 北緯15度11分09秒 東経120度33分35秒 / 北緯15.18583度 東経120.55972度 |
| スービック・ベイ国際空港       | マニラ首都圏 （スービック経済特別区） | RPLB | SFS  | バターン州モロング               | 民間 | 2,744 m         | 北緯14度47分39秒 東経120度16分15秒 / 北緯14.79417度 東経120.27083度 |
| ニノイ・アキノ国際空港         | マニラ首都圏                          | RPLL | MNL  | パサイ、パラニャーケ             | 軍民 | 3,737 m 2,258 m | 北緯14度30分30秒 東経121度01分11秒 / 北緯14.50833度 東経121.01972度 |
| 新マニラ国際空港 （建設中）    | マニラ首都圏                          | N/A  | N/A  | ブラカン州ブラカン               | 民間 | 3,500m          | 北緯14度44分24秒 東経120度52分30秒 / 北緯14.74000度 東経120.87500度 |
| ビコル国際空港                 | レガスピ                              | RPLP | LGP  | アルバイ州ダラガ                 | 民間 | 2,500 m         | 北緯13度06分44秒 東経123度40分38秒 / 北緯13.11222度 東経123.67722度 |
| プエルト・プリンセサ国際空港   | パラワン島                            | RPVP | PPS  | パラワン州プエルト・プリンセサ   | 軍民 | 2,600 m         | 北緯09度44分31秒 東経118度45分32秒 / 北緯9.74194度 東経118.75889度  |
| カリボ国際空港                 | カリボ                                | RPVK | KLO  | アクラン州カリボ                 | 民間 | 2,500 m         | 北緯11度40分45秒 東経122度22分33秒 / 北緯11.67917度 東経122.37583度 |
| イロイロ国際空港               | イロイロ                              | RPVI | ILO  | イロイロ州カバツアンロ           | 民間 | 2,500 m         | 北緯10度49分58秒 東経122度29分36秒 / 北緯10.83278度 東経122.49333度 |
| バコロド＝シライ国際空港       | バコロド                              | RPVB | BCD  | 西ネグロス州シライ               | 民間 | 2,002 m         | 北緯10度46分35秒 東経123度00分55秒 / 北緯10.77639度 東経123.01528度 |
| マクタン・セブ国際空港         | メトロ・セブ                          | RPVM | CEB  | セブ州ラプ＝ラプ市               | 軍民 | 3,300 m         | 北緯10度18分26秒 東経123度58分44秒 / 北緯10.30722度 東経123.97889度 |
| ボホール・パングラオ国際空港   | ボホール                              | RPSP | TAG  | ボホール州パングラオ島           | 民間 | 2,500 m         | 北緯09度33分52秒 東経123度45分57秒 / 北緯9.56444度 東経123.76583度  |
| ラギンディガン国際空港         | カガヤン・デ・オロ                    | RPMY | CGY  | 東ミサミス州ラギンディガン       | 軍民 | 2,100 m         | 北緯08度36分43秒 東経124度27分21秒 / 北緯8.61194度 東経124.45583度  |
| サンボアンガ国際空港           | サンボアンガ                          | RPMZ | ZAM  | サンボアンガ                     | 民間 | 2,609 m         | 北緯06度55分20秒 東経122度03分35秒 / 北緯6.92222度 東経122.05972度  |
| フランシスコ・バンゴイ国際空港 | ダバオ地方                            | RPMD | DVO  | ダバオ                           | 民間 | 3,000 m         | 北緯07度07分31秒 東経125度38分45秒 / 北緯7.12528度 東経125.64583度  |
| ジェネラル・サントス国際空港   | ジェネラル・サントス                  | RPMR | GES  | 南コタバト州ジェネラル・サントス | 民間 | 3,227 m         | 北緯06度03分28秒 東経125度05分45秒 / 北緯6.05778度 東経125.09583度  |

### 主要国内空港
| 都市                          | ICAO | IATA | 空港名                        | 地理座標                                                            |
| ----------------------------- | ---- | ---- | ----------------------------- | ------------------------------------------------------------------- |
| ブトゥアン                    | RPME | BXU  | バンカシ空港                  | 北緯08度57分04秒 東経125度28分40秒 / 北緯8.95111度 東経125.47778度  |
| コタバト                      | RPMC | CBO  | アワン空港                    | 北緯07度09分54秒 東経124度12分34秒 / 北緯7.16500度 東経124.20944度  |
| ディポログ                    | RPMG | DPL  | ディポログ空港                | 北緯08度36分06秒 東経123度20分33秒 / 北緯8.60167度 東経123.34250度  |
| ドゥマゲテ                    | RPVD | DGT  | シブラン空港                  | 北緯09度20分01秒 東経123度18分02秒 / 北緯9.33361度 東経123.30056度  |
| レガスピ                      | RPLP | LGP  | レガスピ空港                  | 北緯13度09分15秒 東経123度43分46秒 / 北緯13.15417度 東経123.72944度 |
| ピリ                          | RPUN | WNP  | ナガ空港                      | 北緯13度35分05秒 東経123度16分12秒 / 北緯13.58472度 東経123.27000度 |
| パガディアン                  | RPMP | PAG  | パガディアン空港              | 北緯07度49分38秒 東経123度27分30秒 / 北緯7.82722度 東経123.45833度  |
| ロハス                        | RPVR | RXS  | ロハス空港                    | 北緯11度35分51秒 東経122度45分06秒 / 北緯11.59750度 東経122.75167度 |
| サンホセ                      | RPUH | SJI  | サンホセ空港                  | 北緯12度21分41秒 東経121度02分48秒 / 北緯12.36139度 東経121.04667度 |
| タクロバン                    | RPVA | TAC  | ダニエル・Z・ロマオルデス空港 | 北緯11度13分39秒 東経125度01分40秒 / 北緯11.22750度 東経125.02778度 |
| タグビララン                  | RPVT | TAG  | タグビララン空港              | 北緯09度39分50秒 東経123度51分11秒 / 北緯9.66389度 東経123.85306度  |
| トゥゲガラオ                  | RPUT | TUG  | トゥゲガラオ空港              | 北緯17度38分36秒 東経121度44分00秒 / 北緯17.64333度 東経121.73333度 |
| ヴィラク                      | RPUV | VRC  | ヴィラク空港                  | 北緯13度34分35秒 東経124度12分20秒 / 北緯13.57639度 東経124.20556度 |
| サンホセ                      | RPVS | EUQ  | エベリオ・ハヴィエル空港      | 北緯10度45分57秒 東経121度56分00秒 / 北緯10.76583度 東経121.93333度 |
| バギオ                        | RPUB | BAG  | ロアカン空港                  | 北緯16度22分30秒 東経120度37分10秒 / 北緯16.37500度 東経120.61944度 |
| バスコ (バタン島)             | RPUO | BSO  | バスコ空港                    | 北緯20度27分05秒 東経121度58分47秒 / 北緯20.45139度 東経121.97972度 |
| ボンガオ                      | RPMN | TWT  | サンガサンガ空港              | 北緯05度02分49秒 東経119度44分34秒 / 北緯5.04694度 東経119.74278度  |
| コロン (ブスアンガ島)         | RPVV | USU  | フランシスコ・B・レイズ空港   | 北緯12度07分17秒 東経120度06分00秒 / 北緯12.12139度 東経120.10000度 |
| カルバヨグ                    | RPVC | CYP  | カルバヨグ空港                | 北緯12度04分22秒 東経124度32分42秒 / 北緯12.07278度 東経124.54500度 |
| マンバヤオ                    | RPMH | CGM  | カミギン空港                  | 北緯09度15分12秒 東経124度42分25秒 / 北緯9.25333度 東経124.70694度  |
| カタルマン                    | RPVF | CRM  | カタルマン空港                | 北緯12度30分09秒 東経124度38分09秒 / 北緯12.50250度 東経124.63583度 |
| マライ (ボラカイ島)           | RPVE | MPH  | ゴドフレド・P・ラモス空港     | 北緯11度55分29秒 東経121度57分18秒 / 北緯11.92472度 東経121.95500度 |
| マグサイサイ (クーヨー島)     | RPLO | CYU  | クーヨー空港                  | 北緯10度51分29秒 東経121度04分10秒 / 北緯10.85806度 東経121.06944度 |
| ホロ                          | RPMJ | JOL  | ホロ空港                      | 北緯06度03分13秒 東経121度00分40秒 / 北緯6.05361度 東経121.01111度  |
| ガサン                        | RPUW | MRQ  | マリンドゥケ空港              | 北緯13度21分36秒 東経121度49分31秒 / 北緯13.36000度 東経121.82528度 |
| マスバテ市                    | RPVJ | MBT  | モイセス R. エスピノーサ空港  | 北緯12度22分10秒 東経123度37分45秒 / 北緯12.36944度 東経123.62917度 |
| オルモック                    | RPVO | OMC  | オルモック空港                | 北緯11度03分22秒 東経124度33分56秒 / 北緯11.05611度 東経124.56556度 |
| アルカンタラ (タブラス島)     | RPVU | TBH  | タグダン空港                  | 北緯12度18分39秒 東経122度04分46秒 / 北緯12.31083度 東経122.07944度 |
| デル・カルメン (シアルガオ島) | RPNS | IAO  | サヤック空港                  | 北緯09度51分33秒 東経126度00分55秒 / 北緯9.85917度 東経126.01528度  |
| スリガオ                      | RPMS | SUG  | スリガオ空港                  | 北緯09度45分28秒 東経125度28分51秒 / 北緯9.75778度 東経125.48083度  |
| タンダグ                      | RPMW | TDG  | タンダグ空港                  | 北緯09度04分20秒 東経126度10分17秒 / 北緯9.07222度 東経126.17139度  |

### コミュニティー空港
| 都市                                  | ICAO | IATA | 空港名                                  | 地理座標                                                            |
| ------------------------------------- | ---- | ---- | --------------------------------------- | ------------------------------------------------------------------- |
| ペレス (アラバット島)                 | RPLY |      | アラバット空港                          | 北緯14度13分57秒 東経121度55分44秒 / 北緯14.23250度 東経121.92889度 |
| スラーラ                              | RPMA | AAV  | アッラー・バレー空港                    | 北緯06度22分04秒 東経124度45分09秒 / 北緯6.36778度 東経124.75250度  |
| バガバッグ                            | RPUZ |      | バガバッグ空港                          | 北緯16度37分09秒 東経121度15分08秒 / 北緯16.61917度 東経121.25222度 |
| サンルイス                            | RPUR | BQA  | Dr・ジュラン・C・アンガラ空港           | 北緯15度43分49秒 東経121度30分06秒 / 北緯15.73028度 東経121.50167度 |
| サンタフェ (バンタヤン島)             | RPSB |      | バンタヤン空港                          | 北緯11度09分43秒 東経123度47分06秒 / 北緯11.16194度 東経123.78500度 |
| ナヴァル                              | RPVQ |      | ビリラン空港                            | 北緯11度30分55秒 東経124度25分47秒 / 北緯11.51528度 東経124.42972度 |
| ビスリグ                              | RPMF | BPH  | ビスリグ空港                            | 北緯08度11分44秒 東経126度19分17秒 / 北緯8.19556度 東経126.32139度  |
| ボロンガン                            | RPVW |      | ボロンガン空港                          | 北緯11度40分27秒 東経125度28分43秒 / 北緯11.67417度 東経125.47861度 |
| ブラン                                | RPUU |      | ブラン空港                              | 北緯12度41分02秒 東経123度52分38秒 / 北緯12.68389度 東経123.87722度 |
| カラパン                              | RPUK |      | カラパン空港（Calapan Airport）         | 北緯13度25分23秒 東経121度12分06秒 / 北緯13.42306度 東経121.20167度 |
| マプン                                | RPMU | CDY  | カガヤン・デ・スル空港                  | 北緯07度00分48秒 東経118度29分46秒 / 北緯7.01333度 東経118.49611度  |
| カトバロガン                          | RPVY |      | カトバロガン空港                        | 北緯11度48分36秒 東経124度49分48秒 / 北緯11.81000度 東経124.83000度 |
| カウアヤン                            | RPUY | CYZ  | カウアヤン空港                          | 北緯16度55分47秒 東経121度45分11秒 / 北緯16.92972度 東経121.75306度 |
| ダエト                                | RPUD | DTE  | バガスバス空港                          | 北緯14度07分46秒 東経122度58分50秒 / 北緯14.12944度 東経122.98056度 |
| ギワン                                | RPVG |      | ギワン空港                              | 北緯11度02分07秒 東経125度44分29秒 / 北緯11.03528度 東経125.74139度 |
| ヒロンゴス                            | RPVH |      | ヒロンゴス空港                          | 北緯10度22分36秒 東経124度45分40秒 / 北緯10.37667度 東経124.76111度 |
| イバ                                  | RPUI |      | イバ空港                                | 北緯15度19分33秒 東経119度58分06秒 / 北緯15.32583度 東経119.96833度 |
| バロイ                                | RPMI | IGN  | マリア・クリスティナ空港                | 北緯08度07分50秒 東経124度12分53秒 / 北緯8.13056度 東経124.21472度  |
| イピル                                | RPMV | IPE  | イピル空港                              | 北緯07度47分10秒 東経122度36分04秒 / 北緯7.78611度 東経122.60111度  |
| イトバヤット (イトバヤット島)         | RPLT |      | イトバヤット空港                        | 北緯20度43分22秒 東経121度48分36秒 / 北緯20.72278度 東経121.81000度 |
| ジョマリグ (ポリロ諸島・ジョマリグ島) | RPLJ |      | ジョマリグ空港（Jomalig Airport）       | 北緯14度42分15秒 東経122度19分51秒 / 北緯14.70417度 東経122.33083度 |
| リロイ                                | RPMX |      | リロイ空港                              | 北緯08度06分06秒 東経122度40分14秒 / 北緯8.10167度 東経122.67056度  |
| リンガエン                            | RPUG |      | リンガエン空港                          | 北緯16度02分06秒 東経120度14分30秒 / 北緯16.03500度 東経120.24167度 |
| ルバング (ルバング島)                 | RPLU | LBX  | ルバング空港                            | 北緯13度51分21秒 東経120度06分21秒 / 北緯13.85583度 東経120.10583度 |
| マアシン                              | RPSM |      | パナンアワン空港                        | 北緯10度11分13秒 東経124度47分00秒 / 北緯10.18694度 東経124.78333度 |
| マラバン                              | RPMM | MLP  | マラバン空港                            | 北緯07度37分02秒 東経124度03分27秒 / 北緯7.61722度 東経124.05750度  |
| マンブラオ                            | RPUM | MBO  | マンブラオ空港                          | 北緯13度12分32秒 東経120度36分18秒 / 北緯13.20889度 東経120.60500度 |
| マンサレイ                            | RPLG |      | （Wasig Airport）                       | 北緯12度32分01秒 東経121度28分52秒 / 北緯12.53361度 東経121.48111度 |
| マティ                                | RPMQ | MXI  | マティ空港                              | 北緯06度56分58秒 東経126度16分22秒 / 北緯6.94944度 東経126.27278度  |
| オザミス                              | RPMO | OZC  | ラボ空港                                | 北緯08度10分43秒 東経123度50分29秒 / 北緯8.17861度 東経123.84139度  |
| パラナン                              | RPLN |      | パラナン空港                            | 北緯17度03分56秒 東経122度25分39秒 / 北緯17.06556度 東経122.42750度 |
| ピナマラヤン                          | RPLA |      | ピナマラヤン空港（Pinamalayan Airport） | 北緯12度59分11秒 東経121度25分33秒 / 北緯12.98639度 東経121.42583度 |
| プラリデル                            | RPUX |      | プラリデル空港                          | 北緯14度53分26秒 東経120度51分10秒 / 北緯14.89056度 東経120.85278度 |
| ロサレス                              | RPLR |      | ロサレス空港                            | 北緯15度53分06秒 東経120度36分16秒 / 北緯15.88500度 東経120.60444度 |
| サンフェルナンド                      | RPUS | SFE  | サンフェルナンド空港                    | 北緯16度35分41秒 東経120度18分13秒 / 北緯16.59472度 東経120.30361度 |
| シオコン                              | RPNO | XSO  | シオコン空港（Siocon Airport）          | 北緯07度42分35秒 東経122度09分44秒 / 北緯7.70972度 東経122.16222度  |
| シキホル                              | RPVZ |      | シキホル空港（Siquijor Airport）        | 北緯09度12分38秒 東経123度28分09秒 / 北緯9.21056度 東経123.46917度  |
| ソルソゴンシティ                      | RPLZ |      | ソルソゴン空港（Sorsogon Airport）      | 北緯13度00分26秒 東経124度01分34秒 / 北緯13.00722度 東経124.02611度 |
| ウバイ                                | RPSN |      | ウバイ空港                              | 北緯10度03分33秒 東経124度25分31秒 / 北緯10.05917度 東経124.42528度 |
| ビガン                                | RPUQ |      | ミンドロ空港                            | 北緯17度33分17秒 東経120度21分22秒 / 北緯17.55472度 東経120.35611度 |
| ワオ                                  |      |      | ワオ空港（Wao Airport）                 | 北緯07度38分05秒 東経124度44分01秒 / 北緯7.63472度 東経124.73361度  |